# Тальмон де ла Тремуй, Антуан Филипп
Антуан Филипп принц Тальмон де ла Тремуй (фр. Antoine Philippe, prince de Talmont de la Trémouille; 27 сентября 1765, Париж — 27 января 1794, Лаваль) — французский генерал.
В начальный период французской революции эмигрировал из Франции.
Когда начались революционные войны, был назначен адъютантом графа д’Артуа и участвовал в военных действиях против французской армии.
В 1793 году вернулся во Францию, был арестован в Шато-Гонтье, но бежал из тюрьмы, присоединился к инсургентам в Пуату и вскоре получил командование отдельным отрядом. В целом ряде сражений с республиканцами Тальмон де ла Тремуй проявил большую храбрость. Оскорблённый тем, что верховное командование было вверено не ему, а Флерио (фр. Jacques-Nicolas de Fleuriot de La Freulière), отстранился от участия в войне. Узнанный в костюме крестьянина, он был арестован и казнён в Лавале в 1794 году.